# Вера-Крус (Сан-Паулу)
Вера-Крус (порт. Vera Cruz)  —  муниципалитет в Бразилии, входит в штат Сан-Паулу. Составная часть мезорегиона Марилия. Входит в экономико-статистический  микрорегион Марилия. Население составляет 11 117 человек на 2006 год. Занимает площадь 247,854 км². Плотность населения — 44,9 чел./км².
Праздник города — 25 января.

## История
Город основан 3 октября 1928 года.

## Статистика
- Валовой внутренний продукт на 2003 составляет 44.179.383,00 реалов (данные: Бразильский институт географии и статистики).
- Валовой внутренний продукт на душу населения на 2003 составляет 3.979,41 реалов (данные: Бразильский институт географии и статистики).
- Индекс развития человеческого потенциала на 2000 составляет 0,758 (данные: Программа развития ООН).